# Керрік (Міннесота)
Керрік (англ. Kerrick) — місто (англ. city) в США, в окрузі Пайн штату Міннесота. Населення — 71 особа (2020).

## Географія
Керрік розташований за координатами 46°20′21″ пн. ш. 92°35′7″ зх. д. / 46.33917° пн. ш. 92.58528° зх. д. (46.339061, -92.585161).  За даними Бюро перепису населення США в 2010 році місто мало площу 2,60 км², з яких 2,59 км² — суходіл та 0,01 км² — водойми.

## Демографія
Згідно з переписом 2010 року, у місті мешкало 65 осіб у 29 домогосподарствах у складі 17 родин. Густота населення становила 25 осіб/км².  Було 32 помешкання (12/км²).
Расовий склад населення:
| - 95,4 % — білих - 3,1 % — корінних американців |

До двох чи більше рас належало 1,5 %. Частка іспаномовних становила 0,0 % від усіх жителів.
За віковим діапазоном населення розподілялося таким чином: 24,6 % — особи молодші 18 років, 61,6 % — особи у віці 18—64 років, 13,8 % — особи у віці 65 років та старші. Медіана віку мешканця становила 38,5 року. На 100 осіб жіночої статі у місті припадало 116,7 чоловіків;  на 100 жінок у віці від 18 років та старших — 133,3 чоловіків також старших 18 років.
Середній дохід на одне домашнє господарство  становив 48 252 долари США (медіана — 43 750), а середній дохід на одну сім'ю — 51 107 доларів (медіана — 42 917). За межею бідності перебувало 11,5 % осіб, у тому числі 0,0 % дітей у віці до 18 років та 50,0 % осіб у віці 65 років та старших.
Цивільне працевлаштоване населення становило 20 осіб. Основні галузі зайнятості: виробництво — 70,0 %, публічна адміністрація — 25,0 %, фінанси, страхування та нерухомість — 5,0 %.